# Rory Young
Rory Young (Zambia, 21 de mayo de 1972-Parque nacional de Arli, Región Este, 27 de abril de 2021) fue un conservacionista y activista irlandés.

## Biografía
Young fue asesinado por yihadistas en Burkina Faso, África Occidental, junto con el periodista español David Beriáin y el documentalista Roberto Fraile, mientras trabajaban en un documental sobre su trabajo en África.
Young estuvo casado con Marjet Wessels. Tienen un hijo y una hija. Los Young residían en los Países Bajos.
Young participó activamente en el sitio web de preguntas y respuestas Quora, donde fue uno de los principales escritores, y sus contribuciones impulsaron a personas de todo el mundo a proteger la vida salvaje.
El 27 de abril de 2021, Young fue asesinado junto con los periodistas y documentalistas españoles David Beriáin y Roberto Fraile, después de que su convoy fuera atacado por militantes de Jama'at Nasr al-Islam wal Muslimin en Burkina Faso, mientras trabajaban en un documental sobre la caza furtiva de animales salvajes. Tras repeler inicialmente con éxito el ataque, el grupo fue interceptado y los tres europeos intentaron escapar en su vehículo. Al principio consiguieron esconderse, pero al cabo de unas horas fueron encontrados y ejecutados por los terroristas.